# 現代狂言
現代狂言（げんだいきょうげん）は、お笑い芸人の南原清隆と、狂言師の八世野村万蔵（五世野村万之丞）、九世野村万蔵兄弟らによるコントと狂言の融合を図った舞台。
第一部でプロの狂言師のみで行った狂言の演目を、第二部でお笑い芸人が現代版にアレンジして演じ、第三部ではプロの狂言師とお笑い芸人がともに新作狂言を演じるという構成になっている。

## 歴史
2002年1月、ウッチャンナンチャンのテレビ番組『ウッチャンナンチャンのウリナリ!!』の終了が決定し、残りの3か月、好きな企画を出来る事になった際に、当時のプロデューサーが南原清隆に「狂言」を勧めたことから「ウリナリ狂言部」が立ち上がり、プロデューサーの知り合いの狂言師の八世野村万蔵（五世野村万之丞、1959年－2004年）の指導の下、南原ら番組出演陣は狂言に真剣に取り組んだ。
番組終了後も八世万蔵（五世万之丞）は乗り気であり、南原に「現代人が登場するコント」を作りたいという相談を持ちかける。話し合いが進む中、万之丞は三部構成の舞台（第一部：通常の狂言、第二部：狂言を現代風にアレンジしたもの、第三部：新作狂言）とするなど続々とアイディアを出していった。しかし、2004年6月10日に、具体的な作業に取り掛かる直前の段階で五世万之丞（八世万蔵）が44歳で急死したため企画は頓挫する。
2006年に八世万蔵（五世万之丞）の弟の九世野村万蔵が兄の遺志を受け継ぎ、同年6月・7月に旗揚げ公演が行われた。南原はもとよりお笑い芸人が多数出演しているが、いずれも狂言の訓練をしっかりと受けた上で出演している。